# Стефан Стеман
Стефан Стеман (на френски: Stéphane Steeman) е белгийски актьор.

## Биография
Той е роден на 15 януари 1933 година в Етербек в семейството на писателя Станислас-Андре Стеман. Започва кариерата си в началото на 60-те години като имитатор на известни личности, работи в радиото и телевизията и става популярен комик. Играе също в театъра и киното.